# Цитозин
Цитозин — органическое соединение, азотистое основание, производное пиримидина. С рибозой образует нуклеозид цитидин, входит в состав нуклеотидов ДНК и РНК. Во время репликации и транскрипции по принципу комплементарности образует три водородных связи с гуанином.

## Физические свойства
Бесцветные кристаллы. Раствор цитозина поглощает ультрафиолетовый свет: максимум абсорбции (λмакс) — 276 нм (pH 1-3), 267 нм (pH 7-10), 282 нм (pH 14).

## Химические свойства
Цитозин, химическая формула C4H5N3O, проявляет основные свойства, реагирует с щелочами и кислотами, реагируя с азотистой кислотой дезаминируется, превращаясь в урацил. Вступает в реакцию фотогидратации с образованием цитозин-гидрата, присоединяя воду под действием ультрафиолетовых лучей.

### Растворимость
Растворим в воде, слабо растворим в эфире, не растворим в спирте.

### Качественные реакции
При взаимодействии раствора цитозина с диазобензолсульфокислотой в щелочной среде, раствор окрашивается в красный цвет.